# Maria Asenina di Bulgaria
Maria Asenina (fl. XIII secolo) era una principessa e zarina consorte bulgara. Era la consorte dell'imperatore Mico Asen di Bulgaria (regnante nel 1256-1257).
Era figlia dell'imperatore Ivan Asen II di Bulgaria e dell'imperatrice Irene Comnena Ducas. Attraverso la madre, era nipote di Teodoro I d'Epiro. È madre dell'imperatore bulgaro Ivan Asen III (r. 1279-1280) e dell'imperatrice bulgara Kira Maria, che sposò l'imperatore Giorgio I di Bulgaria.